# Qāsim Amīn
Qāsim Amīn (àrab: قاسم أمين)  (Alexandria, 1 de desembre de 1863 - El Caire, 23 d'abril de 1908) va ser un jurista egipci integrat en el corrent del reformisme islàmic i un dels fundadors del moviment nacional egipci i de la Universitat del Caire. Malgrat que no va ser el primer autor àrab a tractar sobre l'alliberament de la dona, és considerat com el «primer feminista» del món àrab. Aquest intel·lectual egipci va desenvolupar tota la seva obra entorn del seu interès per la dona egípcia, i sempre sostingué que el seu subdesenvolupament i la seva falta de llibertat incidien totalment en l'endarreriment de la nació.

## Biografia
Va néixer a Alexandria, de mare egípcia i pare d'origen kurd. Va fer els estudis secundaris i universitaris al Caire. En la Madrasa al-Huquq al- Judiwiyya obtingué el títol d'advocat el 1891. Després de treballar en un bufet d'advocats al Caire, es va traslladar a París, on va contemplar, des de la perspectiva exterior, els problemes del seu país, Egipte. Va rebutjar l'ocupació britànica, en el seu llibre Els Egyptiens, que va publicar el 1894 com a resposta a l'obra del duc de Harcourt, L’Egypte et les Egyptiens, de 1893, on s'exposa l'ideari colonialista britànic respecte a Egipte.
No obstant això, anys després confiaria a un amic que no estava satisfet amb aquesta defensa. De fet el 1899 va publicar L'alliberament de la dona, dirigit als seus compatriotes i amb un objectiu ben diferent. El 1900, i com a resposta a les crítiques que havia rebut, publicà La nova dona, dedicat a Saad Zaghlul (1859-1927), un dels pares de la nació egípcia. Tots dos textos van generar una gran reacció en contra.
Després d'acabar Dret va ocupar un alt càrrec a l'exèrcit del Pasha Ismail (1830-1895). Va ser un dels 37 estudiants becats el 1881 pel govern per a completar la seva formació durant quatre anys a la Universitat de Montpeller. En aquesta època va treballar també a la revista Al-Urwa al-Wuzqa (El llaç indissoluble) editada i fundada per Al-Afgani (1838-1897) i Muhammad Abdu (1839-1905), dos dels principals artífexs del reformisme àrab contemporani. En tornar a Egipte va contreure matrimoni emparentant amb una família egípcia aristocràtica i desenvolupant la seva carrera professional en llocs de rellevància com a jurista.
El 1883 va col·laborar activament en la posada en marxa de la revista antiimperialista i panislamista fundada a París pels reformistes Al-Afghani i Muhammad Abduh, que portava per títol Al-'Urwa al wuthqa ('El llaç indissoluble').
Va dedicar tota la seva carrera en favor de l'emancipació de la dona. Va ser molt criticat, acusat de ser molt pro-occidental. Va morir al Caire, el 23 d'abril de 1908.

## La Nahda
Qasim Amin estava immers en tot aquest moviment reformista, la nahda, en camps com l'educació o la jurisprudència. En tornar a Egipte, va reflexionar en el seu primer llibre, L'alliberament de la dona, en el qual argumentava que la millora de la situació de la dona egípcia i àrab havia d'aconseguir-se a partir dels postulats d'un islam ben entès, per a una nova educació social que renovés Egipte i el deslliurés del poder colonial. Amin va estar influenciat per diversos pioners del moviment, en particular per Muhammad Abduh, per a qui s'havia convertit en traductor, mentre estava a França. Abdu va culpar els tradicionalistes islàmics per la decadència moral i intel·lectual del món islàmic que, segons ell creia, havia causat la colonització de la societat islàmica per les forces occidentals. Egipte en aquell moment era una colònia de l'Imperi britànic i en part de França.
El tradicionalisme islàmic, creia Abdu, havia abandonat la veritable fe islàmica i havia seguit els hàbits culturals en lloc de la religió, que els hauria donat major capacitat intel·lectual, poder i justícia. A més, criticava la dominació patriarcal de les dones dins de la família, mantinguda en nom de la llei xaria. Abdu hi advocava perquè tots els musulmans s'unissin, tornessin al veritable missatge enviat per Allah, que donava a les dones el mateix estatus, i per resistir l'imperialisme occidental que havia ocupat el món musulmà. Molt impactat per la influència de Muhammad Abduh, i encara que era un estudiant educat en les estructures colonials, Amin també sostenia que els musulmans tradicionals havien creat una societat inferior en no seguir les veritables lleis islàmiques, que defensaven el dret de les dones en la societat, sinó que seguien els valors culturals per a mantenir les dones egípcies en la submissió.
A la pregunta de quines són les raons de la involució de la dona egípcia en particular, i àrab en general, respecte a l'occidental, Amin esgrimeix diversos motius, entre els quals destaquen el totalitarisme imperant en la societat, la ignorància -conseqüència del seu aïllament tacada a casa- i que no tingui oportunitats de rebre una educació i de treballar.

## La qüestió del vel
Segons Amin, els musulmans van adoptar el vel (fent referència al vel integral i no al hijab) d'altres cultures i van fer-ne un abillament religiós contrari a l'esperit de l'islam. L'Alcorà (24, 30-31) parla en tot cas de cautela; el sentit de les aleies és ambigu, però no prescriu el vel integral. Les aleies permeten ensenyar parts del cos a estranys, però no especifiquen en quines situacions. I no hi ha acord entre els intèrprets, els erudits i els líders religiosos. Un hadit relata que Aisha, l'esposa preferida del Profeta, contava que aquest li havia dit a Asma, filla també d'Abu Bakr, que només mostrés la cara i les mans. Amin conclou que són els desavantatges del vel en l'època la raó per la qual la xaria permetia a les dones descobrir la cara i els palmells de les mans, derogant així un costum restrictiu i no originari de l'islam.
Amin defensava l'abolició del vel, considerant-lo nefast per a la llibertat humana, essent un obstacle per a l'educació de la dona en la qual s'interposava. Amin afirma que el vel, tal com va ser després imposat, impedeix la igualtat entre homes i dones, reconeguda per l'islam, perquè no és possible identificar la identitat del subjecte que hi ha darrere del vel. A més, Déu no va dividir el món en dues parts. Totes les varietats de vels integrals són una forma d'esclavitud: «És esclava la dona que és obligada a cobrir-se de tal forma que difícilment pugui caminar (…), respirar i fins i tot parlar. El vel «desvirtua la seva aparença exterior i perd tot tret humà». La finalitat del vel és el control sexual de totes les dones. El vel és «el símbol d'aquesta ancestral tirania». Amin argumenta que el vel i la segregació constituïen "una enorme barrera entre la dona i la seva emancipació, i en conseqüència una barrera entre la nació i el seu avanç".
| « | Un tros de tela no garanteix cap virtut. Mai no podrà controlar el pensament ni canviar les inclinacions i, per descomptat, no hi ha virtut sense llibertat. El vel oculta els trets que permeten parlar de la bellesa amb naturalitat i promou una sexualització primerenca. L'anonimat i l'homogeneïtat que imposa es poden utilitzar per al que es vulgui. El vel suposa models molt concrets d'home i de dona, sembra la desconfiança i dona per suposat que la dona és incapaç per ella mateixa de ser moral. Si l'amenaça són els homes, cal vigilar-los; si les dones són les febles, també, per no ser contemplats: «O és que la idea de llibertat és diferent per a cada sexe i hi ha dos tipus de drets?». Quan s'imposa per primer cop, la nena gairebé no ha rebut una educació bàsica. A partir d'aquí, «sense veure el món més que a través de les finestres (…), sense sortir si no és (…) embolicada en una mortalla, no pot arribar mai a ser una persona viva, que pensa, que està informada de la vida dels altres i que hi pot conviure». El primer pas per a la llibertat femenina és «la desaparició del vel i l'abolició del seu ús». | » |

## El matrimoni i la poligàmia
Amin volia abordar la problemàtica de l'endarreriment de la dona egípcia des de l'esfera privada perquè era conscient que aquí s'amagava l'últim obstacle per a la seva emancipació. La dona és conduïda «pel seu pare, com a bestiar, a un espòs (…) sense que ella hi tingui res a dir» La seva vida transcorre sota el jou de diferents homes: «el del pare (…) el del marit després, i, a la mort d'aquest, sota el dels seus fills o el dels seus parents homes o parents del seu espòs, si no hagués tingut fills». La seva condició es diu esclavitud perquè «des que neix fins que mor no viu per si ni per a si (…) Pensa amb els pensaments del seu marit, pels seus ulls mira i per les seves oïdes sent. Vol el que ell desitja, actua segons el seu dictat i ni tan sols es mou tret que ell li ho ordeni. És (…) un objecte, com un apèndix de l'home». S'espera que sigui «una agradable mascota les necessitats de la qual són cobertes pel seu amo a canvi d'entreteniment.
Un altre dels temes que aborda Amin és la poligàmia, una pràctica existent abans de l'islam. La considera una estratagema legal perquè l'home satisfaci els seus desitjos. És incompatible amb la igualtat i la justícia i menysprea la dona. Cap ni una l'accepta de bona gana. L'Alcorà autoritza un nombre d'esposes, però exigeix a l'home una condició impossible de complir: ser igual de just amb totes elles, la qual cosa hauria d'entendre's com la seva prohibició implícita. Amin rebutja també els supòsits legals amb els quals es justifica: la malaltia i l'esterilitat de la dona, ja que aquesta no és culpable de la seva malaltia i el desig de descendència no té per què obligar a la poligàmia, perquè la primera dona pot rebutjar seguir com a esposa. Conclou que la poligàmia és una font de conflicte, perjudica l'educació i el benestar dels fills i empobreix les famílies. És un vestigi de societats primitives en les quals la dona es considerava una espècie única situada entre l'ésser humà i els animals. Està condemnada a desaparèixer, entre altres coses per la major conscienciació i formació dels homes.

## Obres
Va estar molt influenciat per Darwin, John Stuart Mill i pels seus amics Muhammad Abdu i Saad Zaghloul. Els seus llibres de 1899 L'alliberament de la dona (Tahrir al mara'a) i el de 1900 La nova dona (Al mara'a a el jadida) van encarar i analitzar la pregunta de per què Egipte havia caigut sota el poder i jou occidentals, malgrat els segles d'aprenentatge i civilització egipcis, concloent que l'explicació era la baixa posició social i educativa de les dones egípcies. Per tant, l'alliberament de la dona i la seva emancipació serien la base per a un Egipte fort i independent.

### L'alliberament de la dona
En aquesta obra Amin va demanar l'educació de les dones només fins al nivell primari. Va mantenir la seva creença en la dominació patriarcal sobre les dones, encara que va advocar per modificar la legislació que afecta el divorci, la poligàmia i l'abolició del vel. El llibre va ser coescrit amb Muhammad Abduh i Ahmad Lufti al-Sayid. El llibre argumenta les seves tesis fonamentant-se en molts versicles alcorànics. Però, així i tot, va rebre moltes crítiques per part d'un gran sector dels ulemes egipcis.

### La nova dona
Amin va imaginar la "nova dona" emergint a Egipte, la conducta i les accions de la qual s'inspirarien en la dona occidental. Aquest llibre va ser considerat de naturalesa més liberal, però feia servir el darwinisme social com a argument. En el seu llibre diu: "Una dona pot ser lliurada en matrimoni a un home que no coneix que li prohibeix el dret a deixar-lo i l'obliga a fer això o allò i després la llença com ell vulgui: això és esclavitud". Aquesta obra és una defensa davant les crítiques dirigides al seu L'alliberament de la dona i així mateix, un al·legat en pro de la reforma de la situació de la dona egípcia centrant-se en dos punts fonamentals: l'educació i l'abolició del vel.

## Crítiques
El feminisme de Qasim Amin té aparentment diverses contradiccions i, recentment, ha rebut dures crítiques per part d'una nova generació d'acadèmiques i feministes. Aquestes crítiques poden resumir-se en el fet que la maternitat racional i científica ocupa un lloc central tant en el discurs colonialista, en què les dones són “marcades” com a ignorants i endarrerides, com en el discurs nacionalista aparentment feminista d'Amin. Tant els uns com els altres van declarar que les mares incultes i “ignorants” no eren aptes per a la formació de les noves generacions. Per tant, aquest discurs feminista d'Amin pequen del mateix que el de les potències colonitzadores, ja que totes dues propostes volen l'emancipació de la dona per tal que sigui útil per al nou país modern, desenvolupat i fort que s'està construint en l'imaginari, tant colonial, com nacionalista.